# Amareleja (vila)
Amareleja é uma vila portuguesa sede da Freguesia de Amareleja, no Município de Moura, na região do Alentejo.
A povoação de Amareleja foi elevada à categoria de vila pela Lei n.º 95/91.

## Património
Fazem parte do património da vila os seguintes edifícios:
- Capela de Santo António
- Casa da Palmeira (38.210481 -7.225517)
- Casa do Povo da Amareleja
- Igreja da Praça, ou Igreja do Relógio
- Igreja Paroquial de Amareleja, ou Igreja de Nossa Senhora da Conceição
- Jardim Público de Amareleja
- Praça de Touros de Amareleja
- Quartel da Guarda Fiscal, GF, da Amareleja